# Пермяков, Владимир Николаевич
Владимир Николаевич Пермяков — советский и российский музыкант-кларнетист, солист БСО им. П.Чайковского, доцент РАМ им. Гнесиных. Народный артист России (2005).

## Биография
Родился в Ворошиловграде в семье музыкантов. В 1985 году окончил РАМ класс Народного артиста РФ, профессора В А. Федотова. В 1987 году там же окончил ассистентуру-стажировку.
С 1991 года — солист БСО.
С 2003 г. работает в РАМ старшим преподавателем, а позже доцентом кафедры деревянных духовых инструментов. Среди учеников В. Н. Пермякова — Лауреаты Всероссийских и Международных конкурсов.
В. Н. Пермяков регулярно принимает участие в составе жюри многих музыкальных конкурсов:
- Международный музыкальный конкурс «Щелкунчик» (по специальности «духовые и ударные инструменты»);
- Московский Открытый конкурс юных кларнетистов и ансамблей деревянных духовых инструментов[1].

Неоднократно проводил мастер-классы по специальности «кларнет» в Японии (Токио), Челябинске, Баку, Саранске, Бразилии (Сан-Паулу), Швейцарии (Цюрих).
Сотрудничал в камерных музыкальных проектах с А. Князевым, А. Любимовым, неоднократно организовывал сольные выступления с БСО им. Чайковского с другими оркестрами России, с оркестром Токийской филармонии.
В. Н. Пермяковым реализован ряд премьер, среди которых: исполнение Камерной Симфонии № 4 для струнного оркестра и кларнета М. Вайнберга, Концерт для кларнета и струнного оркестра с арфой и литаврами А. Эшпая.

## Награды
- Лауреат I премии Первого Всероссийского конкурса исполнителей на деревянных духовых инструментах (г. Ленинград);
- II премия на Всесоюзном конкурсе исполнителей на деревянных духовых инструментах 1983 г. (г. Хмельницкий);
- Заслуженный артист Российской Федерации (31 декабря 2000) — за заслуги в области музыкального искусства
- В 2005 году удостоен звания «Народный артист России».